# Siao Yu
Pour plus de détails, voir Fiche technique et Distribution.
Siao Yu (少女小渔, Shao nu Xiao Yu) est un film taïwanais réalisé par Sylvia Chang, sorti en 1995.

## Synopsis
Siao Yu est une immigrée clandestine travaillant dans un atelier de New York où les ouvriers sont exploités. Pour obtenir la fameuse "Green Card", elle arrange un faux mariage avec Mario, alors que son petit ami réel, Gian Wei, tente d'obtenir la citoyenneté. Les raisons de Mario pour cet arrangement sont liées à ses dettes de jeu, et son travail d'écrivain l'oblige à lutter pour payer ses factures. Entre Siao Yu et Mario se forme un lien gênant basé sur la compréhension mutuelle, mais les choses tournent plus mal lorsque la femme de Mario, une chanteuse qui voyage beaucoup, revient pour s'apercevoir que son mari est avec quelqu'un d'autre…

## Fiche technique
- Titre : Siao Yu
- Titre original : 少女小渔 (Shao nu Xiao Yu)
- Réalisation : Sylvia Chang
- Scénario : Sylvia Chang et Ang Lee, d'après un roman de Yan Geling
- Production : Dolly Hall, Hsu Li-Kong et Ang Lee
- Musique : Bobbi Dar
- Photographie : Joe DeSalvo
- Montage : Mei Feng
- Pays d'origine : Taïwan
- Format : Couleurs - 1,85:1 - Stéréo - 35 mm
- Genre : Drame
- Durée : 104 minutes
- Date de sortie : 11 septembre 1995 (festival du film de Toronto)

## Distribution
- Rene Liu : Lin Siao Yu
- Marj Dusay : Rita
- Tou Tsung-hua : Giang Wei
- Daniel J. Travanti : Mario Moretti
- Jill Church : Tricheur
- Daxing Zhang : Lao Chai
- Hsia Tai-Feng

## Récompenses
- Nomination au prix de la meilleure actrice (Rene Liu), lors du Golden Horse Film Festival 1994.
- Prix de la meilleure actrice (Rene Liu), lors du Festival du film Asie-Pacifique 1995.